# Staubfrüchtiges Sternlebermoos
Das Staubfrüchtige Sternlebermoos (Riccia sorocarpa) ist eine Art innerhalb der Gattung der Sternlebermoose. Es ist ein charakteristisches Pioniermoos auf offenerdigen, feuchten Standorten.

## Beschreibung
Das Staubfrüchtige Sternlebermoos ist ein einjähriges, thalloses Lebermoos, das in meist vollständigen Rosetten mit einem Durchmesser von 0,5 bis 2 Zentimeter wächst. Die Thalli sind blaugrün bis grün.
Die Thalluslappen sind 2- bis 3-mal dichotom verzweigt und im Querschnitt 2- bis 3-mal so breit wie hoch. Charakteristisches Merkmal ist die tiefe, deutlich eingeschnittene V-förmige Furche auf der Oberseite. Die Epidermis besteht aus zwei Zellreihen, wobei die obere aus hyalinen, ballonförmigen Zellen besteht. Die untere Reihe besitzt deutlich verdickte Zellwände, wodurch die Art leicht von anderen Riccia-Arten zu unterscheiden ist.

Die Art ist monözisch. Es werden zahlreiche, in den Thallus eingesenkte Kapseln gebildet, die auf der Oberseite dunkel durchscheinen. Die Sporen werden erst mit dem Zerfall des umliegenden Gewebes frei. 
Sie sind dunkelbraun mit einem Durchmesser von 75 bis 100 μm. Auf der Außenseite liegen 7 bis 10 Felder entlang des Durchmessers. Diese sind jeweils 8 bis 12 μm groß und besitzen hakenförmige Papillen auf den Ecken. Auf der Innenseite liegen unregelmäßige Leisten.
Die Art fruchtet das ganze Jahr hindurch, schwerpunktmäßig jedoch vom Herbst bis in den Frühsommer hinein.

## Verbreitung und Ökologie
Das Staubfrüchtige Sternlebermoos ist weltweit verbreitet. In Deutschland ist es überall häufig, fehlt jedoch in reinen Kalkgebieten und in höheren Gebirgslagen. 

Die Art ist eine Lichtpflanze und erträgt daher nur bedingt Beschattung. Sie ist eine Pionierart auf offenen, feuchten bis länger trockenfallenden Böden. Besonders häufig ist sie auf Äckern und Brachäckern zu finden. Daneben tritt sie an Wegrändern, Ruderalstellen, stellenweise auch in lückigen Trockenrasen auf. Ferner liegt ihr Schwerpunkt in submontan-temperaten Lagen mit subatlantischem bis subkontinentalem Klima. Ihr ökologisches Verhalten lässt sich anhand der Zeigerwerte nach Ellenberg folgendermaßen klassifizieren:
 L 9, T x, K 5, F 6, R 5. 

Nach dem Lebensstrategiemodell von During handelt es sich bei dieser Art um eine annuelle Pendlerpflanze. Dieser Typ ist durch eine kurze Lebensdauer gekennzeichnet, während der große Sporen (Durchmesser > 20 μm) produziert werden, die zur Überdauerung ungünstiger Perioden in die Diasporenbank des Bodens eingelagert werden. Zu diesem Strategietyp gehörende Arten treten vorwiegend in Habitaten auf, die nur kurzzeitig passende Lebensbedingungen bieten.

## Vergesellschaftung
Die Art ist Kennart einer eigenen Gesellschaft, der Assoziation Riccio sorocarpae-Funarietum fascicularis Lec. 1978, in der sie gemeinsam mit dem Büscheligen Hinterzahnmoos (Enthostodon fascicularis) auftritt. Daneben ist sie häufig mit Arten des Verbandes Phascion cuspidati Waldh. ex v. Krus. 1945 vergesellschaftet, unter anderem mit dem Abgestutzten Pottmoos (Pottia truncata), dem Acker-Kleingabelzahnmoos (Dicranella staphylina), dem Gespitzten Glanzmoos (Phascum cuspidatum) und weiteren Sternlebermoos-Arten.